# Helmut Hallmeier
Helmut Hallmeier (* 1933; † 26. Juni 1976) war ein deutscher Motorradrennfahrer.

## Karriere
Helmut Hallmeier hatte 1954 eines der erfolgreichsten Jahre seiner Laufbahn. Er belegte mit einer 250-cm³-Adler beim Großen Preis von Deutschland auf der Solitude bei Stuttgart hinter Werner Haas und Rupert Hollaus (beide NSU-Werksfahrer) und vor dem Iren Arthur Wheeler auf Moto Guzzi und Walter Reichert (NSU) den dritten Platz. Durch diesen Erfolg kam er auf den neunten Platz in der Gesamtwertung der Viertelliterklasse der Motorrad-Weltmeisterschaft. Im selben Jahr gewann er das Dieburger Dreiecksrennen und in Zandvoort vor dem Tschechoslowaken František Bartoš (ČZ) und Walter Reichert (NSU).
Am Sachsenring siegte Hallmeier zweimal: 1955 auf 250-cm³-Adler und 1957 auf 350er-NSU (aufgebohrte 250er). 1957 war das Jahr seiner größten Erfolge. Beim Großen Preis von Deutschland belegte er mit seiner 350-cm³-NSU den dritten Platz hinter dem Italiener Libero Liberati (Gilera) und dem Briten John Hartle (Norton). Das reichte ihm, wie schon 1954, zum neunten Rang in der 350-cm³-Weltmeisterschaft. Er gewann im niederländischen Tubbergen, das Eifelrennen auf der Nordschleife des Nürburgrings, auf der Halle-Saale-Schleife (auch 1958) und wurde Deutscher Meister der 350er-Klasse.
1959 beendete Hallmeier seine Karriere und eröffnete nicht, wie viele seiner Rennfahrer-Kollegen, eine Werkstatt, sondern ein Café in Nürnberg.
Helmut Hallmeier starb 1976 im Alter von 43 Jahren.

## Statistik

### Erfolge
- 1957 – Deutscher 350-cm³-Meister auf NSU

### Rennsiege
| Jahr | Klasse  | Maschine | Rennen                             | Strecke                  |
| ---- | ------- | -------- | ---------------------------------- | ------------------------ |
| 1954 | 250 cm³ | Adler    | Dieburger Dreiecksrennen           | Dieburger Dreieck        |
| 1954 | 250 cm³ | Adler    |                                    | Circuit van Zandvoort    |
| 1955 | 350 cm³ | NSU      | Schleizer Dreieckrennen            | Schleizer Dreieck        |
| 1955 | 250 cm³ | NSU      | Internationales Sachsenring-Rennen | Sachsenring              |
| 1957 | 250 cm³ | NSU      | Halle-Saale-Schleifen-Rennen       | Halle-Saale-Schleife     |
| 1957 | 250 cm³ | NSU      | Schleizer Dreiecksrennen           | Schleizer Dreieck        |
| 1957 | 350 cm³ | NSU      | Schleizer Dreiecksrennen           | Schleizer Dreieck        |
| 1957 | 350 cm³ | NSU      | Motorrace Tubbergen                | Circuit Tubbergen        |
| 1957 | 350 cm³ | NSU      | Eifelrennen                        | Nürburgring-Nordschleife |
| 1957 | 350 cm³ | NSU      | Internationales Sachsenring-Rennen | Sachsenring              |
| 1958 | 250 cm³ | NSU      | Halle-Saale-Schleifen-Rennen       | Halle-Saale-Schleife     |
| 1958 | 350 cm³ | NSU      | Schleizer Dreiecksrennen           | Schleizer Dreieck        |
| 1958 | 250 cm³ | NSU      | Großer Preis der Tschechoslowakei  | Masaryk-Ring             |
| 1958 | 350 cm³ | NSU      | Großer Preis der Tschechoslowakei  | Masaryk-Ring             |

### In der Motorrad-Weltmeisterschaft
| Saison | Klasse  | Motorrad | Rennen | Siege | Zweiter | Dritter | Punkte | Ergebnis |
| ------ | ------- | -------- | ------ | ----- | ------- | ------- | ------ | -------- |
| 1954   | 250 cm³ | Adler    | 1      | –     | –       | 1       | 4      | 9.       |
| 1955   | 250 cm³ | NSU      | 1      | –     | –       | –       | 1      | 14.      |
| 1957   | 250 cm³ | NSU      | 1      | –     | –       | –       | 1      | 18.      |
| 1957   | 350 cm³ | NSU      | 1      | –     | –       | 1       | 4      | 9.       |
| Gesamt | Gesamt  | Gesamt   | 4      | 0     | 0       | 2       | 10     |          |